# Armas de destrucción masiva en Francia
Francia es uno de los países que posee arsenal de armas de destrucción masiva. Francia es uno de los cinco estados en el marco del Tratado de No Proliferación Nuclear, pero no es conocida por poseer o desarrollar armas químicas o biológicas. Francia fue el cuarto país que probó un arma nuclear desarrollada de forma independiente en 1960, bajo el gobierno de Charles de Gaulle. El ejército francés se cree hasta el momento mantiene un arsenal de alrededor de 300 cabezas nucleares operativas, lo que es la tercera más grande del mundo, seguida por China con 270 ojivas nucleares. Las armas son parte de Force de frappe, desarrollada a finales de 1950 y 1960 para dar a Francia la posibilidad de distanciarse de la OTAN al tiempo que teniendo un medio de disuasión nuclear bajo control soberano.
Francia no firmó el Tratado de prohibición parcial de ensayos nucleares, lo que le dio la opción de realizar nuevos ensayos nucleares, hasta que firmó y ratificó el Tratado de Prohibición Completa de los Ensayos Nucleares en 1996 y 1998, respectivamente. Francia niega tener armas químicas en la actualidad, ratificó la Convención sobre Armas Químicas (CAQ) en 1995, y se adhirió al Convención sobre las Armas Biológicas (BWC) en 1984. Francia también ha ratificado el Protocolo de Ginebra en 1926.

## Historia
Francia fue uno de los pioneros nucleares remontándose a las obras de Marie Curie. El último ayudante de Curie, Bertrand Goldschmidt se convirtió en el padre de la bomba francesa. Esta evaluación se suspendió después de la guerra debido a la inestabilidad de la Cuarta República francesa y la falta de medios financieros disponibles. Durante la Segunda Guerra Mundial Goldschmidt inventó el método estándar para la extracción de plutonio, mientras trabajaba como parte del equipo británico/Canadiense que participaron en el Proyecto Manhattan. Pero después de la Liberación en 1945 Francia tuvo que volver a empezar casi desde cero. Sin embargo el primer reactor francés fue crítico en 1948, y pequeñas cantidades de plutonio se extrajeron en 1949. No hubo ningún compromiso formal con un programa de armas nucleares, aunque se hicieron planes para construir reactores para la producción a gran escala de plutonio.
Sin embargo, en la década de 1950 se inició un programa de investigación nuclear civil, un subproducto del cual sería el plutonio. En 1956 fue formado un comité secreto para las aplicaciones militares de la Energía Atómica y comenzado un programa de desarrollo de vehículos de reparto. La intervención de los Estados Unidos en la Crisis de Suez de ese año se atribuye de convencer a Francia la necesidad de acelerar su propio programa de armas nucleares para seguir siendo una potencia mundial, aunque en ese momento ya era una potencia de segundo orden frente a los Estados Unidos y la Uniòn Soviética. En 1957, poco después de Suez y las tensiones diplomáticas resultantees con ambas la URSS y los Estados Unidos, episodio donde Inglaterra y Francia fueron humilladas y obligadas por la URSS a cancelar el inminente ataque al Egipto de Nasser, el presidente francés René Coty decidió la creación del C.S.E.M. en el entonces Sáhara francés, una nueva instalación para pruebas nucleares sustituyendo al C.I.E.E.S. Con el regreso de Charles de Gaulle a la presidencia de Francia en medio de la crisis de mayo de 1958, se tomó la decisión final de construir una bomba, y una prueba exitosa tuvo lugar en 1960. Desde entonces Francia ha desarrollado y mantenido su fuerza de disuasión nuclear.
Francia estaba dispuesta a cooperar con otros países sobre armas nucleares. En mayo de 1954 los franceses estaban muy lejos de la victoria en la guerra de Indochina contra Ho Chi Minh. En el punto álgido de la batalla decisiva en Dien Bien Phu los jefes nucleares de Francia enviaron una solicitud al presidente de la British Atomic Energy Authority. Era una lista de la compra de elementos que les ayudarían a construir armas nucleares, que incluyen una cantidad de muestra de plutonio "para que podamos tomar las medidas preparatorias para la utilización de nuestro propios plutonio". Antes de que la carta incluso llegara, los franceses habían perdido la batalla y las negociaciones se habían abierto, pero más tarde ese año, el primer ministro francés, Pierre Mendès-France, tomó la decisión formal de construir la bomba atómica. 
En 1955 Gran Bretaña aceptó la exportación diez gramos, pero "... no le diremos a los EE.UU. que nosotros que íbamos a dar el plutonio francés, ni acerca de cualquier caso similar ...".
En 1956 los franceses acordaron construir en secreto el reactor nuclear Dimona en Israel y poco después acordó construir una planta de reprocesamiento para la extracción de plutonio en ese sitio. Al año siguiente se creó Euratom y al amparo de la utilización pacífica de la energía nuclear Francia firmó acuerdos con Alemania e Italia para trabajar juntos en el desarrollo de armas nucleares. El canciller de Alemania occidental Konrad Adenauer dijo a su gabinete "quería lograr, a través de EURATOM, lo más rápidamente posible, la posibilidad de producir nuestras propias armas nucleares". La idea fue de corta duración. En 1958 De Gaulle fue elegido presidente y Alemania e Italia fueron excluidos.
Francia comprende ha probado bombas de neutrones o bombas de radiación aumentada en el pasado, al parecer, a la cabeza en el campo con una prueba temprana de la tecnología en 1967 y una prueba "real" de una bomba de neutrones en 1980.

## Pruebas
Hubo 210 pruebas nucleares francesas entre 1960 y 1996. 17 de ellas fueron realizadas en el Sahara argelino entre 1960 y 1966, a partir de la mitad de la guerra de Argelia (1954-1962). 193 se llevaron a cabo en la Polinesia Francesa.
Experimentos Sahara (1960-1966)
Más información: Gerboise bleue y Agathe (prueba atómica)
Una serie de ensayos atmosféricos se llevaron a cabo por el Centre d'Saharien experimentaciones militaires de febrero de 1960 hasta abril de 1961.
La primera prueba nuclear atmosférica francesa, llamada "Gerboise bleue" se llevó a cabo el 13 de febrero de 1960 en el Sahara francés, durante la guerra de Argelia (1954-1962). La explosión tuvo lugar a 40 km de la base militar de Reggane, que es la última ciudad en Tanezrouft en dirección sur a través del Sáhara a Malí y al sur 700 km de Béchar. El aparato tenía un rendimiento 70 kilotones. Aunque Argelia se independizó en 1962, Francia continuó las pruebas nucleares allí hasta 1966, aunque las pruebas posteriores se encontraban bajo tierra en vez de la atmósfera. El general Pierre Marie Gallois fue nombrado le père de la bombe A ("Padre de la bomba A").
Otros tres ensayos atmosféricos se llevaron a cabo a partir de 1 de abril de 1960 al 25 de abril de 1961. Estos cuatro ensayos atmosféricos se llevaron a cabo en una base en Hammoudia cerca de Reggane. Los trabajadores, militares y la población nómada de la región de tuareg fueron asistidos en los sitios de prueba, sin ninguna protección significativa. A lo sumo, una ducha después de cada prueba, según L'Humanité. Gerboise Rouge (5kt), la tercera bomba atómica, la mitad de poderoso como la de Hiroshima, explotó el 27 de diciembre de 1960, provocando protestas de Japón, URSS, Egipto, Marruecos, Nigeria y Ghana.
Después de la independencia de Argelia el 5 de julio de 1962, tras los acuerdos de Evian el 19 de marzo, el ejército francés se trasladó a In Ecker, también en el Sahara argelino. Los acuerdos de Evian incluían una cláusula secreta que afirmaba que "Argelia concedía... a Francia el uso de bases aéreas determinadas, terrenos, sitios e instalaciones militares que sean necesarias [para Francia]" durante cinco años.
El C.S.E.M. fue sustituido por la instalación de ensayos subterráneos "Centre d'Expérimentations Militaires des Oasis". Las experimentaciones duraron desde noviembre de 1961 hasta febrero de 1966. Los 13 ensayos subterráneos se llevaron a cabo en Ekker, 150 km al norte de Tamanrasset, del 7 de noviembre de 1961 al 16 de febrero de 1966. Al 1 de julio de 1967, todas las instalaciones francesas fueron evacuadas.
Un accidente ocurrido el 1 de mayo de 1962, durante la prueba "Béryl", cuatro veces más potente que la de Hiroshima y diseñada como un ensayo subterráneo. Debido al mal sellado del eje, roca y polvo radiactivo se dispersaron en la atmósfera. Nueve soldados de la 621a unidad Groupe d'Armes Spéciales fueron altamente contaminadas por la radiación. Los soldados fueron expuestos hasta 600 mSv. El Ministro de las Fuerzas Armadas, Pierre Messmer, y el ministro de Investigación, Gaston Palewski, estuvieron presentes. Hasta 100 efectivos adicionales, incluidos funcionarios, soldados y trabajadores argelinos fueron expuestos a niveles más bajos de radiación, estimados en alrededor de 50 mSv, cuando la nube radiactiva producida por la explosión pasó por el puesto de mando, debido a un cambio inesperado en la dirección del viento, escaparon como pudieron, a menudo sin usar ningún tipo de protección. Palewski murió en 1984 de leucemia, que él siempre atribuyó al incidente de Béryl. En 2006, Bruno Barillot, especialista de ensayos nucleares, midió en el sitio 93 microsieverts por hora de rayos gamma, lo que equivale al 1% de la dosis anual admisible oficial. El incidente fue documentado en el docudrama de 2006 "Vive La Bombe!"

## La doctrina actual y la estrategia nuclear

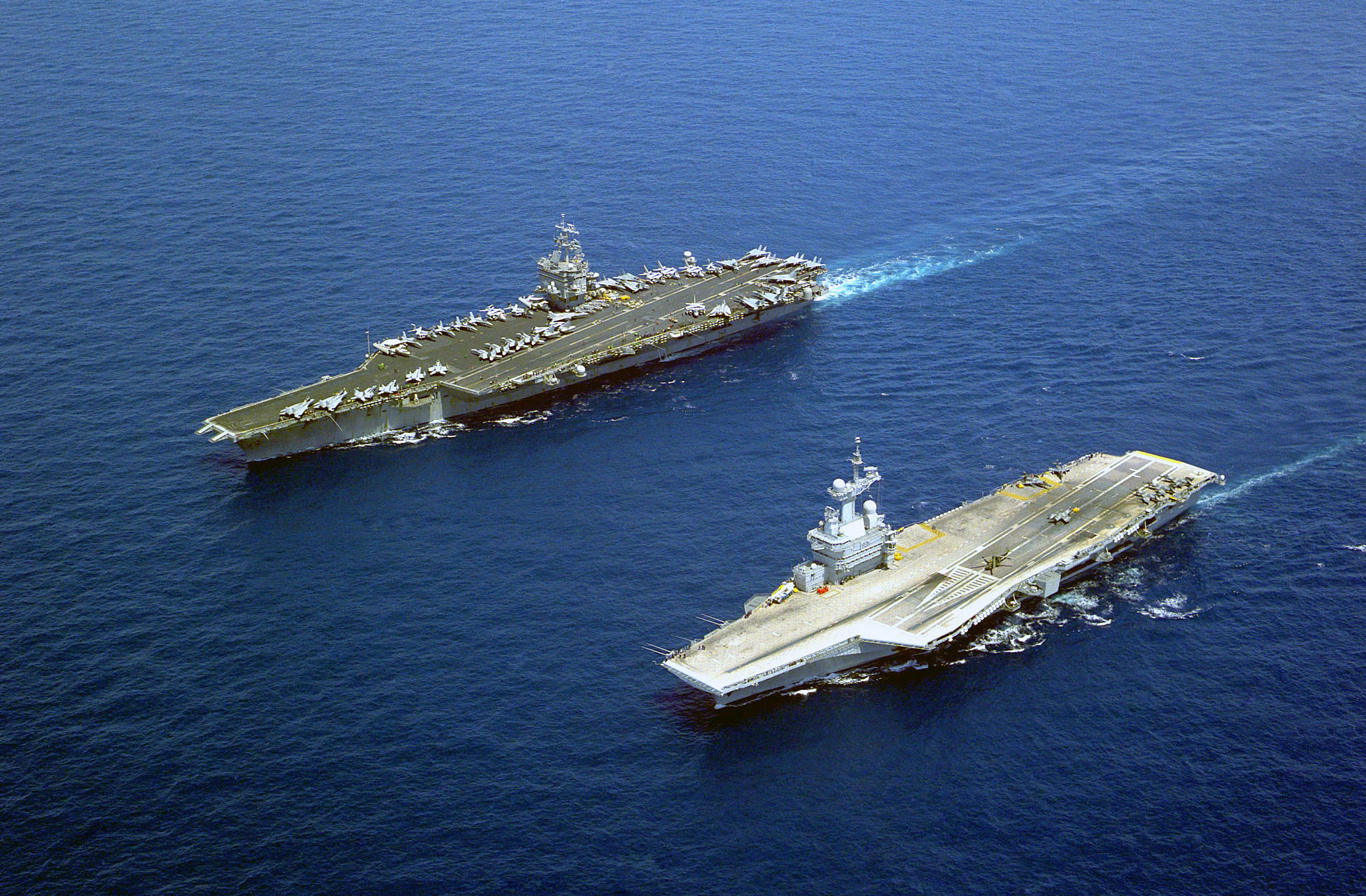
Portaaviones de propulsión nuclear francés Charles de Gaulle y el estadounidense USS Enterprise (izquierda), cada uno de los cuales llevan Avión de caza con capacidad nuclear

En 2006, el presidente francés, Jacques Chirac, señaló que Francia estaría dispuesta a usar armas nucleares contra un estado atacando a Francia a través de métodos terroristas. Señaló que las fuerzas nucleares francesas habían sido configuradas para esta opción.
El 21 de marzo de 2008, el presidente Nicolas Sarkozy anunció que Francia reducirá su arsenal nuclear de base naval (que compone actualmente 60 a 81 cabezas) en un tercio (20 cabezas), lo que da el total del arsenal nuclear francés a menos de 300 ojivas.

## Datos
- Primer ensayo de armas nucleares: 13 de febrero de 1960
- Primer ensayo de arma de fusión: 24 de agosto de 1968
- Última prueba nuclear: de 28 de diciembre de 1995
- Prueba de mayor rendimiento: 2,6 millones de toneladas (24 de agosto de 1968)
- Total de pruebas: 210
- Actual de existencias: N/D (no confirmado)
- Máximo alcance de los misiles: 8000 kilómetros (M51 SLBM)
- Firmante del TNP: Sí (1968, uno de los cinco poderes reconocidos)